# Knooppunt Valburg
Het Knooppunt Valburg is een knooppunt in de Nederlandse provincie Gelderland.
Op dit klaverturbineknooppunt ten zuidwesten van het dorp Valburg kruist de A15 Europoort - Bemmel de A50 Emmeloord - Eindhoven.
Het knooppunt werd in 1977 geopend als een volledig klaverbladknooppunt.
Aan de noordzijde worden de beide verbindingsbogen en de A50 gekruist door de Betuweroute.
Inmiddels is het knooppunt omgebouwd tot een klaverturbineknooppunt, waarbij de zuidelijke klaverbladlussen, voor verkeer van en naar het noorden, behouden zijn gebleven en de andere vervangen zijn door twee turbinelussen.

## Richtingen knooppunt
| Aansluitende wegen                                | Aansluitende wegen | Aansluitende wegen                               | Aansluitende wegen | Aansluitende wegen     |
| ------------------------------------------------- | ------------------ | ------------------------------------------------ | ------------------ | ---------------------- |
| richting Tiel / Gorinchem / Dordrecht / Rotterdam |                    | richting Arnhem / Apeldoorn / Kampen / Emmeloord |                    |                        |
|                                                   |                    |                                                  |                    |                        |
|                                                   |                    |                                                  |                    |                        |
|                                                   |                    |                                                  |                    |                        |
| richting Ravenstein / Uden / Veghel / Eindhoven   |                    |                                                  |                    | richting Elst / Bemmel |

Almere · Amstel · Arnestein · Assen · Azelo · Badhoevedorp · Bankhoef · Batadorp · Beekbergen · Benelux · Beverwijk · Bodegraven ·  Boterdiep ·  Buren · Burgerveen · Coenplein · De Baars · De Hoek · De Hogt · De Nieuwe Meer · De Poel · De Punt · De Stok · Deil · Diemen · Drachten · Drie Klauwen · Eemnes · Ekkersweijer · Emmeloord · Empel · Euvelgunne · Everdingen · Ewijk · Galder · Gooimeer · Gorinchem · Gouwe · Grijsoord · Hattemerbroek · Heerenveen · Hellegatsplein · Het Vonderen · Hintham · Hoevelaken · Hofvliet · Holendrecht · Holsloot · Hoogeveen · Hooipolder · IJmuiden (niet officieel) · Joure · Julianaplein · Kerensheide · Kethelplein · Klaverpolder · Kleinpolderplein · Kooimeer · Kruisdonk · Kunderberg · Lankhorst · Leenderheide · Lunetten · Maanderbroek · Markiezaat · Muiderberg · Neerbosch · Noordhoek · Ommedijk · Oud-Dijk · Oudenrijn · Paalgraven · Princeville · Prins Clausplein · Raasdorp ·  Reitdiep ·  Ressen · Ridderkerk · Rijkevoort · Rijnsweerd · Rottepolderplein · Rozenburg · Sabina · Sint-Annabosch · Stelleplas · Slufter · Ten Esschen · Terbregseplein · Tiglia · Vaanplein · Valburg · Velperbroek · Velsen · Vlaardingen · Vught · Waterberg · Watergraafsmeer · Werpsterhoek · Westerlee · Ypenburg · Zaandam · Zaarderheiken · Zonzeel · Zoomland · Zuidbroek · Zurich

Geplande knooppunten:
De Liemers · Zestienhoven

Voormalige knooppunten:
Bocholtz · Ekkersrijt · Europaplein (Groningen) · Europaplein (Maastricht) · Lindenholt